# Johan Svendsen
Johan Severin Svendsen, norveški romantični skladatelj, dirigent in violinist, * 30. september 1840, Christiania, Norveška, † 14. junij 1911, Kopenhagen, Danska.
Pri očetu se je učil igranja violine in klarineta, še preden je zaključil šolo, pa je že deloval kot glasbenik v simfoničnem orkestru. Občasno je imel turneje kot violinist, kar je sčasoma pritegnilo pozornost bogatega trgovca, ki mu je omogočil šolanje na leipziškem konservatoriju. Sprva je študiral pri nemškemu violinskemu virtuozu in skladatelju Ferdinandu Davidu, nato pa še kompozicijo pri nemškemu skladatelju, dirigentu in pianistu Carlu Reineckeju.
Sčasoma se je posvetil dirigiranju in komponiranju. Leta 1871 je skupaj z Edvardom Griegom leta 1871 v Christianiji ustanovil Glasbeno društvo, predhodnico Filharmoničnega orkestra iz Osla in od leta 1872–1877 bil njen bil dirigent. Leta 1883 so ga imenovali za šefa dirigenta Kraljevega gledališkega orkestra v Kopenhagnu, kjer je ostal do svoje smrti. Leta 1898 je dobil ponudbi za mesto direktorja na Metropolitanski operi in Newyorški filharmoniji, vendar je obe ponudbi zavrnil zaradi nezanesljive prihodnosti v tujem okolju.
Svendsen je znan predvsem po svojih orkestrskih delih, pisal pa je tudi komorno glasbo in vokalno glasbo, v glavnem samospeve. Najbolj priljubljeno delo je Romanca za violino in orkester v G-duru, ostala znana orkestrska dela pa so dve simfoniji (v D-duru, Op. 4, in v B-duru, Op. 15), koncert za violino v A-duru Op. 6, koncert za violončelo v D-duru Op. 7, štiri Norveške rapsodije (Op. 17, 19, 21 in 22), Karneval v Parizu Op. 9, Festpolonaise Op. 12, Karneval norveških umetnikov Op. 14 ter Zorahayda Op. 11.